# Диллингхем, Роб
Роберт Деон Потаси Диллингхем (англ. Robert Deon Potasi Dillingham; Пустой шаблон {{ВД-Преамбула}} ) — американский профессиональный баскетболист клуба НБА «Миннесота Тимбервулвз».

## Ранние годы и карьера в школе
Диллингхем родился и вырос в Хикори, штат Северная Каролина. Его отец Дональд — афроамериканец, а мать Валааулия «Лия» Тайлеле родом из Самоа. Роб играл в баскетбол за Академию Комбайн в Линкольнтоне, штат Северная Каролина. Диллингхем стал одним из лучших игроков в своём классе ко второму сезону. Будучи второкурсником, он набирал в среднем 21,2 очка, 4,9 результативных передач, 4,1 подбора и 2,1 перехвата за игру, что привело его команду к результату 29–3 и титулу штата вне ассоциации. Он был назван игроком года по версии газеты The Charlotte Observer. На третьем курсе он перевёлся в Академию Донда, школу Канье Уэста в Сими-Валли, штат Калифорния. На последнем курсе он перевёлся в Овертайм Элит из Атланты, штат Джорджия.
Диллингхем был признан пятизвездочным новобранцем по версии ESPN и Rivals и четырехзвездочным - по версии 247Sports. 1 декабря 2021 года он принял решение играть в студенческий баскетбол за «НК Стейт», отклонив предложения от «Мемфиса», ЛСЮ, «Канзаса» и «Кентукки». Диллингхем стал вторым по рейтингу новобранцем в истории программы после Денниса Смита. 19 марта 2022 года он объявил о своем уходе из «НК Стейт». 24 июня Диллингхем принял решение перейти в «Кентукки», отклонив предложения от «Луисвилла», «Оберна» и УСК. Он стал вторым по значимости новобранцем Кентукки в наборе 2023 года, набирая в среднем 15,2 очка за игру.

## Профессиональная карьера

### Колд Хёртс (2023—2024)
3 ноября 2022 года Диллингхем покинул Академию Донда после многочисленных споров вокруг Канье Уэста и подписал контракт с «Овертайм Элит», профессиональной баскетбольной лигой для игроков позднего школьного и раннего студенческого уровня. Он присоединился к команде «Колд Хёртс», одной из шести команд лиги. Диллингем дебютировал в OTE з11 ноября, набрав 6 очков, 3 подбора и 3 перехвата в проигрышном матче против клуба «Дримерз» (84:92).

### Миннесота Тимбервулвз/Айова Вулвз (2024—настоящее время)
Проведя одного сезона игры за Университете Кентукки, Диллингхем объявил о своём участии на драфте НБА 2024 года и получил приглашение в зелёную комнату.
26 июня 2024 года Диллингхем был выбран под восьмым номером командой «Сан-Антонио Спёрс» на драфте НБА 2024 года. Однако сразу же в ночь драфта он был отдан команде «Миннесота Тимбервулвз» в обмен на защищенный выбор в первом раунде драфта 2030 года и незащищенный выбор в первом раунде драфта 2031 года. 8 июля он подписал контракт с «Тимбервулвз». 12 января 2025 года он был отправлен в фарм-клуб «Айова Вулвз».

## Карьера за сборную
Диллингхем помог США завоевать золотые медали на юношеском чемпионате Америки (до 16 лет) 2021 года в Мексике. Он был назван MVP турнира, набирая в среднем 15,7 очков, 6,2 результативных передач и 3,2 перехвата за игру. Он установил командный рекорд, набрав 31 очко, сделав 6 подборов, 4 результативные передачи и 3 перехвата в победном финальном матче против Аргентины (90:75).

## Личная жизнь
Роб — сын Валаулии Тайлеле и Дональда Диллингхема. У него есть два сиблинга: Пай Тайлеле и Дензел Диллингем.

## Статистика

### Статистика в НБА
| Сезон                                                                                    | Команда   | Регулярный сезон | Регулярный сезон | Регулярный сезон | Регулярный сезон | Регулярный сезон | Регулярный сезон | Регулярный сезон | Регулярный сезон | Регулярный сезон | Регулярный сезон | Регулярный сезон | Серия плей-офф | Серия плей-офф | Серия плей-офф | Серия плей-офф | Серия плей-офф | Серия плей-офф | Серия плей-офф | Серия плей-офф | Серия плей-офф | Серия плей-офф | Серия плей-офф |
| Сезон                                                                                    | Команда   | GP               | GS               | MPG              | FG%              | 3P%              | FT%              | RPG              | APG              | SPG              | BPG              | PPG              | GP             | GS             | MPG            | FG%            | 3P%            | FT%            | RPG            | APG            | SPG            | BPG            | PPG            |
| ---------------------------------------------------------------------------------------- | --------- | ---------------- | ---------------- | ---------------- | ---------------- | ---------------- | ---------------- | ---------------- | ---------------- | ---------------- | ---------------- | ---------------- | -------------- | -------------- | -------------- | -------------- | -------------- | -------------- | -------------- | -------------- | -------------- | -------------- | -------------- |
| 2024/25                                                                                  | Миннесота | 49               | 1                | 10,5             | 44,1             | 33,8             | 53,3             | 1,0              | 2,0              | 0,4              | 0,0              | 4,5              | Не участвовал  | Не участвовал  | Не участвовал  | Не участвовал  | Не участвовал  | Не участвовал  | Не участвовал  | Не участвовал  | Не участвовал  | Не участвовал  | Не участвовал  |
|                                                                                          | Всего     | 49               | 1                | 10,5             | 44,1             | 33,8             | 53,3             | 1,0              | 2,0              | 0,4              | 0,0              | 4,5              | Не участвовал  | Не участвовал  | Не участвовал  | Не участвовал  | Не участвовал  | Не участвовал  | Не участвовал  | Не участвовал  | Не участвовал  | Не участвовал  | Не участвовал  |
| Наведите курсор мыши на аббревиатуры в заголовке таблицы, чтобы прочесть их расшифровку. |           |                  |                  |                  |                  |                  |                  |                  |                  |                  |                  |                  |                |                |                |                |                |                |                |                |                |                |                |

### Статистика в NCAA
| Сезон | Команда  | Conf  | Class | GP | GS | MPG  | FG%  | 3P%  | FT%  | RPG | APG | SPG | BPG | PPG  |
| --- | -------- | ----- | ----- | -- | -- | ---- | ---- | ---- | ---- | --- | --- | --- | --- | ---- |
| 2023/24 | Кентукки | SEC   | FR    | 32 | 1  | 23,3 | 47,5 | 44,4 | 79,6 | 2,9 | 3,9 | 1,0 | 0,1 | 15,2 |
| Всего | Всего    | Всего | Всего | 32 | 1  | 23,3 | 47,5 | 44,4 | 79,6 | 2,9 | 3,9 | 1,0 | 0,1 | 15,2 |
| Наведите курсор мыши на аббревиатуры в заголовке таблицы, чтобы прочесть их расшифровку Статистика приведена с сайта sports-reference.com |          |       |       |    |    |      |      |      |      |     |     |     |     |      |